# Kateryna Babkina

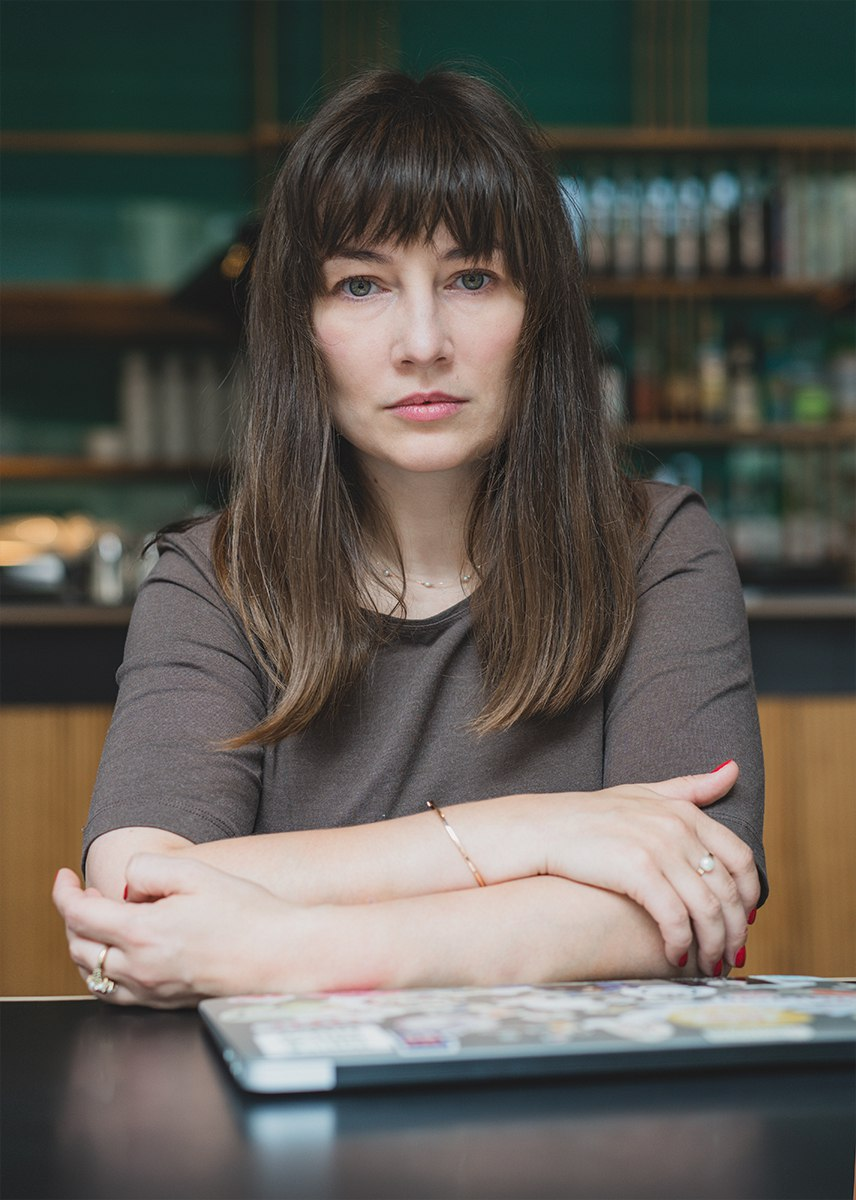

Kateryna Bohdaniwna Babkina (ukrainisch Катерина Богданівна Бабкіна; wiss. Transliteration Kateryna Bohdanivna Babkina; * 22. Juli 1985 in Iwano-Frankiwsk, Ukrainische SSR) ist eine ukrainische Dichterin, Schriftstellerin, Dramaturgin und Übersetzerin.

## Biographie
Kateryna Babkyna stammt aus der einst von österreichischer und polnischer Kultur und heute von zeitgenössischen ukrainischen Schriftstellern und Intellektuellen geprägten westukrainischen Stadt Iwano-Frankiwsk. Sie studierte in Kiew an der Nationalen Taras-Schewtschenko-Universität Journalistik und arbeitete nach dem Studienabschluss 2006 für internationalen und ukrainischen Zeitungen und Literatur-Zeitschriften wie Esquire, Le Monde, Art Ukraine, The Insider, Platforma, Kur’er Krybasu, Sučasnist, Svjatyj Volodymyr, Ukraina moloda, Chetver, Forma(R)t, Radar.

## Werk
Bereits zu Studienzeiten veröffentlichte Kateryna Babkina einen ersten Band mit Gedichten. Es folgten Erzählungen und Gedichte in verschiedenen ukrainischen Zeitschriften, die später als Gedicht- und Essaybände veröffentlicht wurden, sowie 2013 ein erster Roman „Sonja“. Gedichte sind bereits ins Polnische, Russische, Deutsche, Englische, Französische und Schwedische übersetzt worden. Babkina gehört zu der Generation von Autoren wie Iryna Slavinska oder Andrij Ljubka, die bereits ohne die Erfahrungen der ehemaligen Sowjetunion und den Vergleich mit deren Alltagsleben aufgewachsen sind, leben und schreiben. Wie andere ukrainische Autoren schöpfte auch Bablina aus ihren zahlreichen Reisen und Begegnungen. Die Texte der Schriftstellerin sind von Wehmut und Ironie geprägt und gelegentlich von einem Hauch von Bitterkeit durchzogen. 2017 erschien in Charkiw ihre Übersetzung von Meik Wikings Buch „Hygge – ein Lebensgefühl, das einfach glücklich macht“.
2012 realisierte sie unter dem Titel „Das Böse“ einen Beitrag im Rahmen des größeren Kinoprojektes junger Künstler „Ukraine goodbye“. Ihr zweiter Kurzfilm „Die Gelbe Box“ aus dem Jahr 2013 wurde wegen seiner anarchistischen politischen Aussage, der Liquidierung von neureichen verbrecherischen Unternehmern, zunächst mit einem öffentlichen Aufführungsverbot belegt.

## Auszeichnungen
- 2021: Mitteleuropäischer Literaturpreis Angelus für Nikt tak nie tańczył, jak mój dziadek[2]

## Bibliographie

### Gedichte
- Das heilige Elmsfeuer (Вогні святого Ельма). Iwano-Frankiwsk 2008.
- Senf (Гірчиця). Czernowitz 2011.
- Schmerz- und Schlafmittel (Знеболювальне і снодійне). Charkiw 2011.
- Liebesbeschwörung (Заговорено на любов). Charkiw 2017.

### Prosa
- Lilja nach Dir (Лілу після тебе). Kiew 2008.
- Sonja. Charkiw 2013 = Heute fahre ich nach Morgen. Dt. von Claudia Dathe. Innsbruck, Haymon, 2016. ISBN 978-3-7099-7227-4.
- Glückliche nackte Menschen (Щасливі голі люди). Czernowitz 2016. poln. übersetzt von Bohdan Zadura, Lublin 2017.
- Mein Opa tanzte besser als alle anderen (Мій дід танцював краще за всіх). Kiew 2019.
  - Nikt tak nie tańczył, jak mój dziadek. Poln. Übersetzung von Bohdan Zadura, Lublin 2021.

### Kinderbuch
- Das Kürbisjahr. (Гарбузовий рік. Illustriert von Julija Pylyptschatina). Lwiw 2014
- Schapotschka und der Wal (Шапочка і кит. Illustriert von Julija Pylyptschatina). Lwiw 2015

### Übersetzungen
- Meik Wiking, Hygge. Ein Lebensgefühl, das einfach glücklich macht. Kiew 2017.